# رابرت تول
رابرت تول (انگلیسی: Robert I. Toll؛ زادهٔ ۳۰ دسامبر ۱۹۴۰) کارآفرین اهل ایالات متحده آمریکا است، که در سال ۱۹۶۷ شرکت تول برادرز را تأسیس کرد.